# Sai da frente
Sai da frente è un singolo della cantante brasiliana Juliette, pubblicato il 26 maggio 2023 come primo estratto dal primo album in studio Ciclone.

## Promozione
Juliette ha eseguito il brano in televisione al programma Dança com as estrelas nel gennaio 2024.

## Video musicale
Il video musicale, diretto da Felipe Sassi, è stato reso disponibile in concomitanza con l'uscita del brano attraverso il canale YouTube dell'artista.

## Tracce
Testi e musiche di Carol Biazin, Nairo, Nave, Paiva Prod e Pump Killa.
1. Sai da frente – 2:47

## Formazione
- Juliette – voce
- Canetaria – produzione
- Lucas Vaz Nave – produzione
- Paiva – produzione

## Classifiche

### Classifiche settimanali
| Classifica (2023) | Posizione massima |
| ----------------- | ----------------- |
| Portogallo        | 9                 |

### Classifiche di fine anno
| Classifica (2023) | Posizione |
| ----------------- | --------- |
| Portogallo        | 120       |